# Women's Rugby Super Series 2015
Navigation
Édition suivante
Les Women's Rugby Super Series 2015 sont la première édition des Women's Rugby Super Series. La compétition, organisée par World Rugby, se déroule du 27 juin au 9 juillet à Calgary dans l'Alberta, sur le terrain du Calgary Rugby Park.

## Pays participants
La compétition oppose quatre équipes. Celles-ci sont la Nouvelle-Zélande, alors première nation mondiale, le Canada, troisième, l'Angleterre, quatrième, et les États-Unis, septième.

## Résultats
La compétition se déroule en trois journées, les 27 juin, 1er et 5 juillet.

### Première journée
| 27 juin 2015 | Canada | 22 - 40 | Nouvelle-Zélande | Arbitre : Leah Berard |
| 27 juin 2015 | Essai(s) : DeMerchant (10e), Thornborough (en) (40e), Blackwood (67e), Beukeboom (74e) Transformation(s) : Burk (40e) |         | Essai(s) : Halapua (en) (6e), Hireme (en) (27e, 56e), Alley (32e), Wickliffe (48e), Subritzky-Nafatali (en) (61e), Vaughan (en) (76e) Transformation(s) : Cocksedge (62e) Pénalité(s) : Cocksedge (25e) | Arbitre : Leah Berard |
| 27 juin 2015 | |         | | Arbitre : Leah Berard |

| 27 juin 2015 | Angleterre | 39 - 13 | États-Unis                                                                                        | Arbitre : Sherry Trumbull |
| 27 juin 2015 | Essai(s) : Scott (en) (8e), Wilson (16e), Burnfield (29e), McKenna (33e, 44e), Packer (53e), Lund (68e) Transformation(s) : Reed (30e, 43e) |         | Essai(s) : Wooden (en) (39e) Transformation(s) : Rozier (en) (40e) Pénalité(s) : Rozier (3e, 61e) | Arbitre : Sherry Trumbull |
| 27 juin 2015 | |         |                                                                                                   | Arbitre : Sherry Trumbull |

### Deuxième journée
| 1er juillet 2015 | Canada | 28 - 36 | États-Unis | Arbitre : Marie Lematte |
| 1er juillet 2015 | Essai(s) : Blackwood (2e), Gauthier (11e), Burk (19e), Zussman (78e) Transformation(s) : Burk (2e, 11e), Tessier (20e), Zussman (79e) |         | Essai(s) : Paar (14e), Kitlinksi (22e), Gray (31e), Wooden (en) (55e, 65e) Transformation(s) : Rozier (en) (22e, 32e, 56e, 66e) Pénalité(s) : Rozier (7e) | Arbitre : Marie Lematte |
| 1er juillet 2015 | |         | | Arbitre : Marie Lematte |

| 1er juillet 2015 | Nouvelle-Zélande                                                                                        | 26 - 7 (16 - 7) | Angleterre                                           | Red Deer Arbitre : Sherry Trumbull |
| 1er juillet 2015 | Essai(s) : 2 Subritzky-Nafatali (en), Winiata Transformation(s) : 2 Cocksedge Pénalité(s) : 4 Cocksedge |                 | Essai(s) : 1 Matthews Transformation(s) : 1 Scarratt | Red Deer Arbitre : Sherry Trumbull |
| 1er juillet 2015 | |                 |                                                      | Red Deer Arbitre : Sherry Trumbull |

### Troisième journée
| 5 juillet 2015 | Canada                                                                | 14 - 15 | Angleterre                                  | Ellerslie Rugby Park, Edmonton Arbitre : Leah Berard |
| 5 juillet 2015 | Essai(s) : Thornborough (en) (46e) Pénalité(s) : Burk (20e, 40e, 71e) |         | Essai(s) : Wilson (15e, 24e), Cokayne (63e) | Ellerslie Rugby Park, Edmonton Arbitre : Leah Berard |
| 5 juillet 2015 |                                                                       |         |                                             | Ellerslie Rugby Park, Edmonton Arbitre : Leah Berard |

| 5 juillet 2015 | Nouvelle-Zélande | 47 - 14 | États-Unis                                                                         | Ellerslie Rugby Park, Edmonton Arbitre : Rose Labreche |
| 5 juillet 2015 | Essai(s) : Subritzky-Nafatali (en) (8e), Hireme (en) (21e, 48e, 79e), Smith (35e), Wickliffe (59e), Waaka (68e), Vaughan (en) (74e) Transformation(s) : Cocksedge (60e), Jensen (75e) Pénalité(s) : Cocksedge (53e) |         | Essai(s) : Rogers (14e), Stockert (38e) Transformation(s) : Rozier (en) (15e, 39e) | Ellerslie Rugby Park, Edmonton Arbitre : Rose Labreche |
| 5 juillet 2015 | |         |                                                                                    | Ellerslie Rugby Park, Edmonton Arbitre : Rose Labreche |

### Classement
| Rang | Pays             | J | V | N | D | Bo | Bd | Pm  | Pe  | Diff | Pts |
| ---- | ---------------- | - | - | - | - | -- | -- | --- | --- | ---- | --- |
| 1    | Nouvelle-Zélande | 3 | 3 | 0 | 0 | 2  | 0  | 113 | 43  | +70  | 14  |
| 2    | Angleterre       | 3 | 2 | 0 | 1 | 1  | 0  | 61  | 53  | +8   | 9   |
| 3    | États-Unis       | 3 | 1 | 0 | 2 | 1  | 0  | 63  | 114 | -51  | 5   |
| 4    | Canada           | 3 | 0 | 0 | 3 | 2  | 1  | 64  | 91  | -27  | 3   |

|  | Vainqueur du tournoi |